# Automatisiertes Kommunikationssystem 90
Das Automatisiertes Kommunikationssystem 90 (auch AutoKo 90 oder automatisiertes Korpsstammnetz 90) ist ein IT-Netzwerk (sogenanntes Weitverkehrsnetz) der Bundeswehr. Die Teilnehmer werden automatisiert mit allen anderen Teilnehmern im Netz verbunden und über Schnittstellen in andere Netze (SatCom) weitervermittelt. Innerhalb der Bundeswehr-Kommunikationsarchitektur ist das AutoKo die Netzebene zwischen der Endebene (BIGSTAF) und der Fernebene (SatCom).

## Technik
Technisch besteht das AutoKo aus zwei verschiedenen Richtfunk-Systemen, dem FM 1000 und FM 15000. Deren Reichweite ist für ihre unterschiedlichen Aufgaben ausgelegt. 
- FM 15000 hat eine durchschnittliche Reichweite von ca. 15 km und dient, alternativ zur Kabelverbindung, dazu, die Endebene BIGSTAF an die Fernebene anzubinden.

- FM 1000 dient mit seiner Reichweite von bis zu 60 km für die Vermaschung der einzelnen Netzknoten. Durch diese Vermaschung der Netzkomponenten wird die automatische Teilnehmersuche ermöglicht. Dies bedeutet, dass auch eine Umwegsuche automatisch stattfindet, auch wenn einzelne Netzknoten nicht erreichbar sind.

Somit besteht das AutoKo aus 3 verschiedenen Komponenten, dem Netzknoten, den Richtfunk-Netzen (Rifu-Kräften) und den Elcromux-Kräften.

## Geschichte
1977 wurde das AutoKo I als erster Vorläufer des heutigen Systems eingeführt. Es folgte 1985 AutoKo II, das ab 1995 sukzessive von AutoKo 90 abgelöst wurde. Das Weitverkehrsnetz AutoKo 90 bildet zusammen mit dem drahtlosen Wählnetz DWN/SCRA und dem BIGSTAF den Grundstein für das Fernmeldesystem des deutschen Heeres.